# Ляонинский педагогический университет
Ляонинский педагогический университет (ЛПУ, кит. 辽宁师范大学, пиньинь: Liáoníng shīfàn dàxué) - педагогический университет в городе Далянь, провинция Ляонин, Китай. Основанный в 1951 году, университет отвечает за обучение учителей для преподавания в средних школах  провинции.

## История
Ляонинский педагогический университет был основан в августе 1951 года, как часть Республиканской реформы системы подготовки учителей. В соответствии с новой системой shifan (师范) определенные учреждения дополнительного и высшего образования были созданы с целью подготовки будущих учителей. Финансовыми стимулами (например, стипендии) было предложено поощрять студентов на обучение в этих учреждениях. Ляонинский педагогический университет был одним из двух педагогических университетов (наряду с Шэньянским педагогическим университетом, основанным в том же году), основанных в провинции Ляонин.

## Состояние

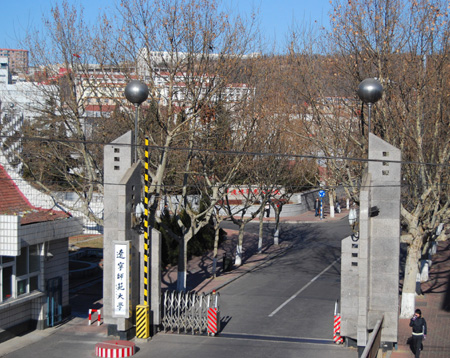
Северный въезд в кампус Ляонинского педагогического университета

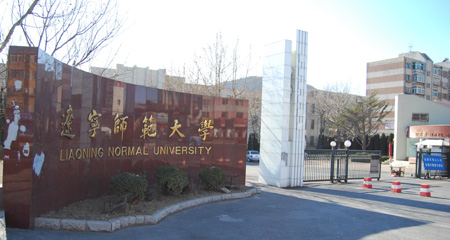
Южный въезд в кампус Ляонинского педагогического университета

Ляонинский педагогический университет остается областным центром подготовки учителей в провинции Ляонин. Университет состоит из 10 колледжей и разделен на 25 департаментов, предлагающих 39 программ для тех, кто учится на степень бакалавра, 36 - на степень магистра, и 2 - на степень докторанта.
Недавнее изменение системы shifan принесло существенные изменения в университете. Все больше и больше учителей готовятся в обычных университетах, Ляонинский педагогический университет (как и большинство педагогических университетов) расширил возможности специальных курсов, а также уделил повышенное внимание исследованиям, благодаря которым ЛПУ получил 74 научно-технических награды, 18 патентов и 190 контрактов на технологии или услуги передачи данных.
Переход от узкой направленности на общее образование также привел к усилению бизнес-тематики в рамках партнерства с университетом штата Миссури, который имеет собственный кампус в университете. Другое направление университета - обучение языкам и тесты как для китайских студентов, изучающих иностранные языки  (в университете находится Международный Японский центр языковых тестов и Центр тестирования IELTS, а также создан учебный курс провинциальных чиновников, желающих учиться в университете Ольстер), так и преподавание китайского для иностранных студентов (в настоящее время 338 студентов обучаются на курсах китайского языка).
Образованию уделяется, однако, основное внимание в университете.
Важнейшая цель университета в  его 10-летнем плане - "стать крупнейшим центром обучения учителей в провинции и образцом для подражания для других университетов"
Ляонинский педагогический университет размещается в кампусе, расположенном на Хуанхэ-Роуд ( (кит.)黄河路;  (англ.)Huang He Road), на западе Даляня. Кампус, который делится на южную и северную части, занимает 116 районов, 350 000 квадратных метров полезных площадей (помещений). Библиотека университета содержит 1,33 млн книг.

#### Китайский кампус университета штата Миссури
В Ляонинском педагогическом университете находится кампус университета штата Миссури.